# التهاب ظاهر الصلبة
التهاب ظاهر الصلبة (بالإنجليزية: Episcleritis)‏ وهو مرض التهابي يصيب ظاهر الصلبة.